# Naval Aviation News
Naval Aviation News (рус. Новости морской авиации) — старейшее периодическое издание ВМС США. Первый номер вышел 15 декабря 1917 года под названием Weekly Bulletin. Издавался заместителем начальника штаба ВМС США по авиации. В дальнейшем издателем стало Бюро аэронавтики (BuAer), журнал выпускался под названиями U.S. Naval Aviation Operations Report, Weekly News Letter, News Letter, BuAer News Letter. Под последним названием издание 15 февраля 1943 года впервые вышло в журнальном формате. С 15 сентября 1943 года и по сей день журнал выходит под названием Naval Aviation News.